# Salmo 125
Il salmo 125 (124 secondo la numerazione greca) costituisce il centoventicinquesimo capitolo del Libro dei salmi.
Fa parte di cantici delle ascensioni.